# Can Llança (Cardedeu)
Can Llança és una masia del municipi de Cardedeu (Vallès Oriental), catalogada com a bé cultural d'interès local.

## Descripció
És una masia de planta basilical amb orientació sud. Té un barri tancat amb antics graners a mà dreta que han perdut la pallissa. Al costat de la porta del barri hi ha una finestra reixada. El primer pis presenta tres finestres i golfes. La porta principal de llinda plana no és l'original, que se la va endur l'anterior propietari i sembla que datava del 1783. Les llindes i brancals de les finestres són fets amb filades de maons. Els angles són amb pedra caironada, i té rellotge de sol i entrada lateral al barri.

## Història
La casa no conserva documentació i tampoc apareix en el plànol de Cardedeu de 1777. En el seu Dietari pertanyent a l'any 1898, la casa estava abandonada i mig enrunada. El 1985 la va comprar i reformar Federico Valenciano Tejerina i va passar a ser residència d'estiueig.